# Three Sisters
För andra betydelser, se Three Sisters (olika betydelser).
Three Sisters är tre vulkaner i Kaskadbergen i den amerikanska delstaten Oregon. Samtliga av de tre vulkanerna är över 3000 meter höga. Vulkanerna är de tredje, fjärde och femte högsta bergen i Oregon och ligger i vildmarksområdet Three Sisters Wilderness, ungefär 24 kilometer sydväst om staden Sisters. 15 av de 35 namngivna glaciärerna i Oregon finns i samma område som de tre vulkanerna.
Av de tidiga nybyggarna som kom till området kring "The Three Sisters" kallade vulkanerna, från norr till söder, för Mount Faith, Mount Hope och Mount Charity. Första gången namnet Three Sisters används är på en karta över Oregon från 1856.

## North Sister

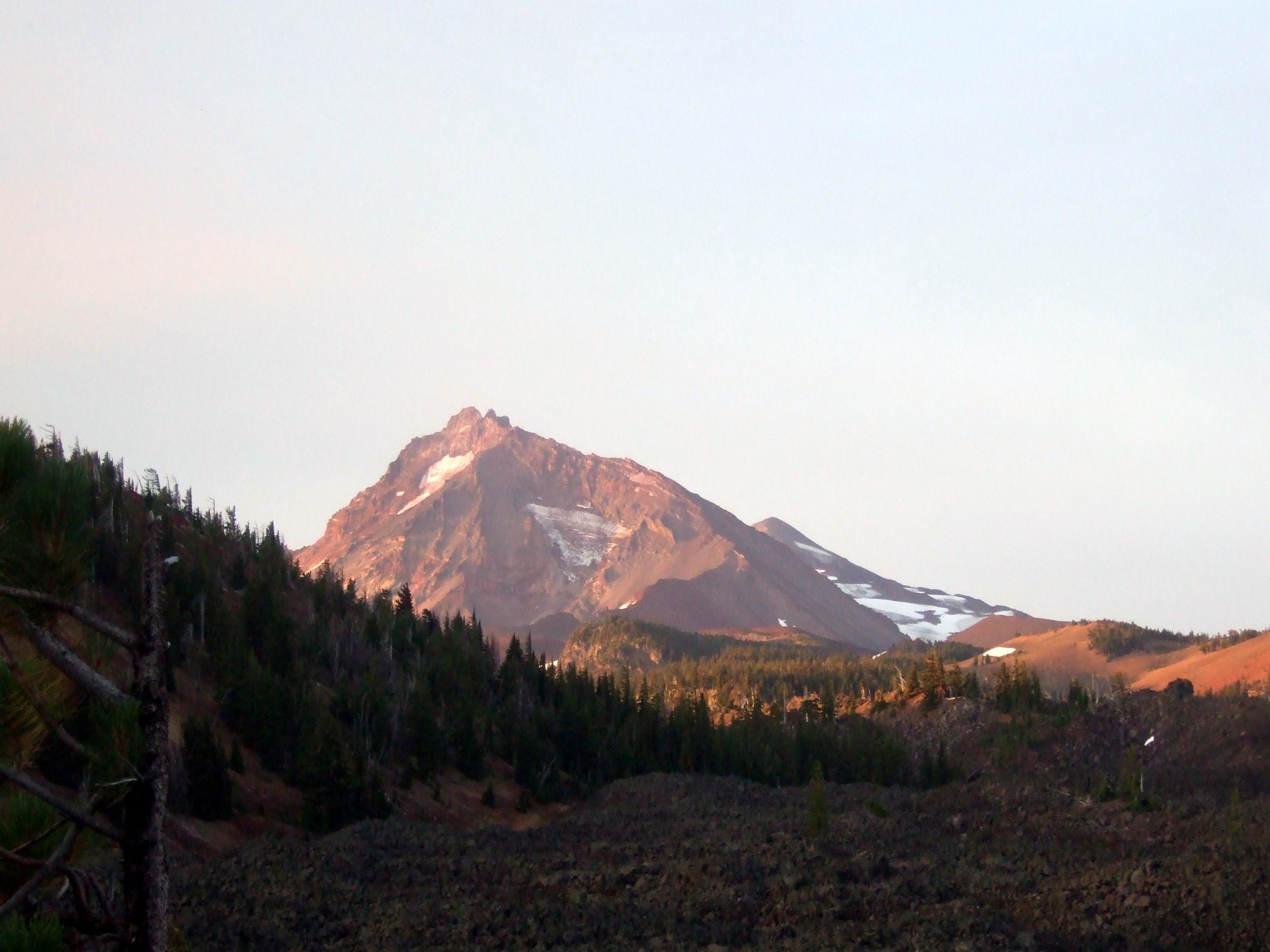
North Sister vid soluppgång

North Sister är den äldsta av de tre vulkanerna
och har inte haft något utbrott sedan slutet av pleistocen. North Sister är den av de tre vulkanerna som är farligast att bestiga. Detta beror på att erosionen av berget har gjort att risken för stenras är större än hos de andra två vulkanerna.[källa behövs]
North Sister är en sköldvulkan som består främst av basaltisk andesit och beräknas haft sitt senaste utbrott för över 100 000 år sedan och anses idag vara utdöd.

## Middle Sister

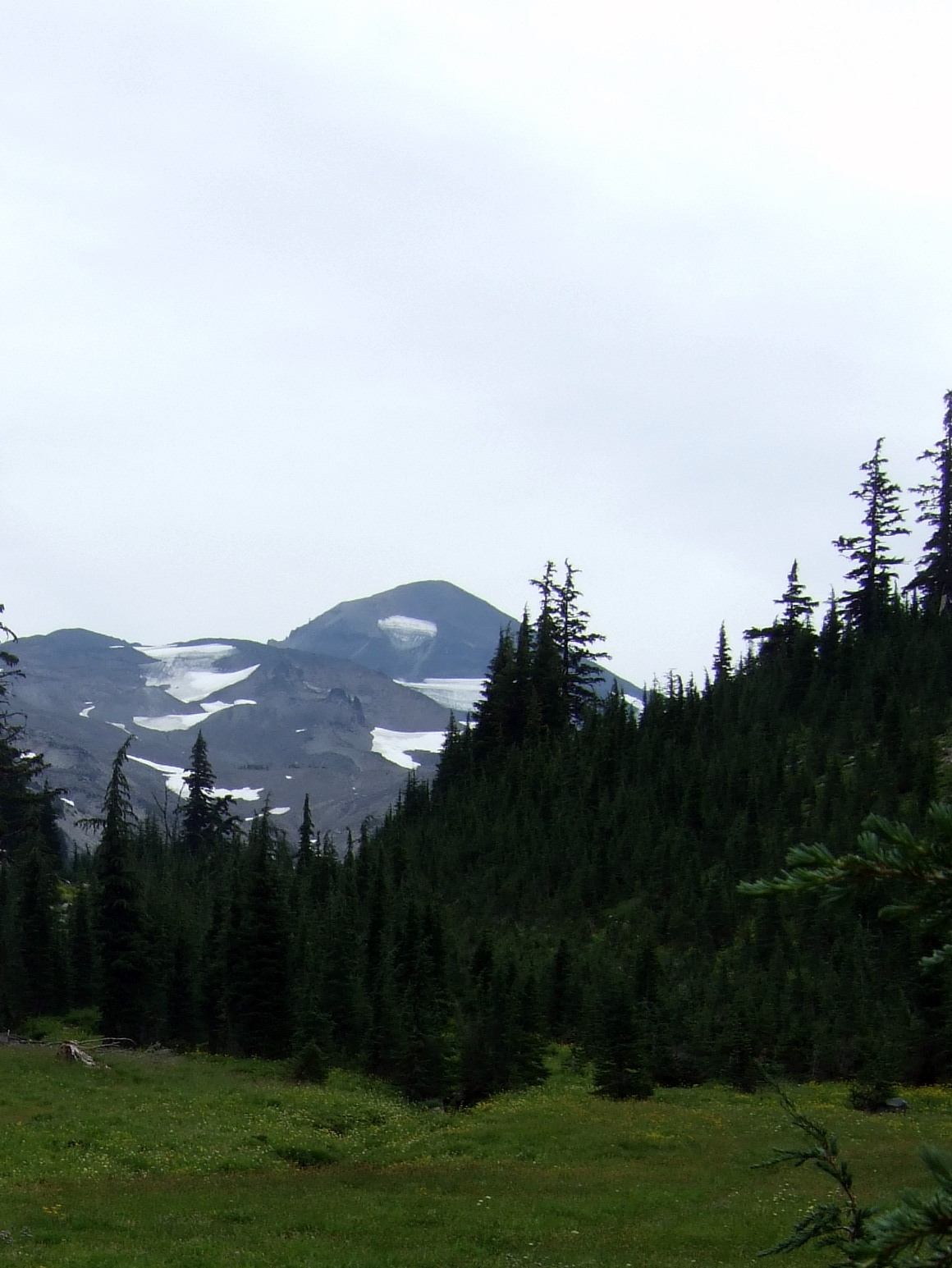
Middle Sister

Middle Sister är den minsta och även den minst undersökta av vulkanerna. Vulkanen skapades som den andra i raden av de tre vulkanerna. Den anses vara utdöd då den inte har haft något utbrott på 50 000 år.
Middle Sister är en stratovulkan och består främst av basalt men också av andesit, dacit och ryodacit. Senaste utbrottet var för ungefär 50 000 år sedan och vulkanen anses därför idag som utdöd.

## South Sister

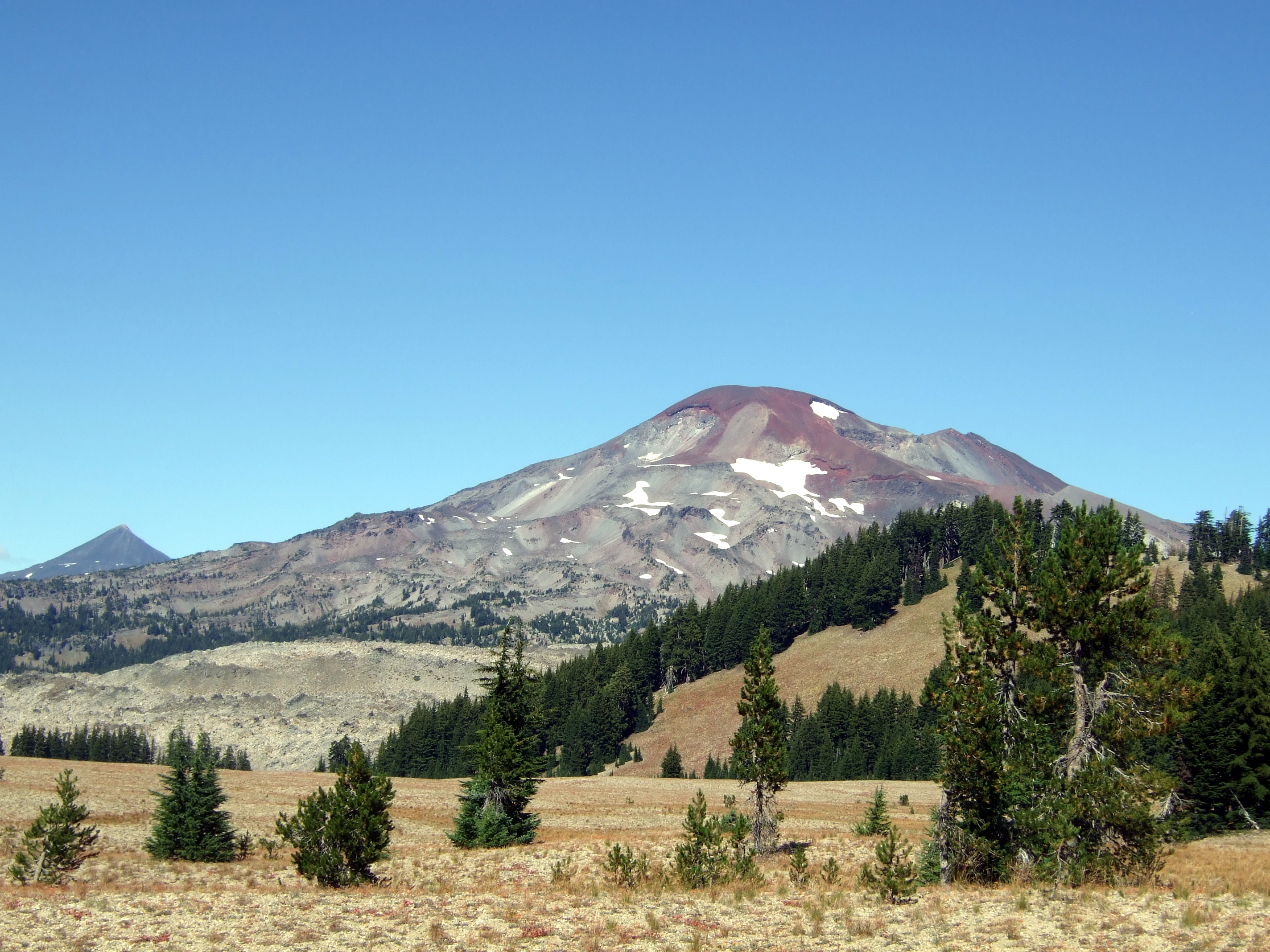
South Sister (Le Conte Crater i förgrunden och Middle Sister till väster i bakgrunden.

South Sister är den yngsta  och den högsta av de tre vulkanerna. Den förstenade lavan från South Sister består främst av basaltisk andesit, ryolit och ryodacit. South Sister är en stratovulkan vilket hade sitt senaste utbrott för cirka 2000 år sedan. Vulkanen har en oeroderad vulkankrater vilken är ungefär 400 meter i diameter. Kratern innehåller en liten kratersjö, sjön är känd under namnet Teardrop Pool och är oftast frusen med undantag för sommaren.[källa behövs] Sjön är den högst belägna i Oregon.

## Nutida händelser
Under 2001 upptäckte en satellit att det fanns en större förhöjning på marken ungefär 5 kilometer väster om South Sister. Det fanns oro för att berget skulle vakna och därmed bli en vulkan. 2004 inträffade en "jordbävningssvärm", ett större antal jordbävningar samtidigt, med epicentrum i upphöjningen. De hundratals små jordbävningarna avtog under några dagar. 2007 slutade förhöjningen att växa och oron har med det avtagit. Området kan dock fortfarande ses som potentiellt aktivt.

## Källor

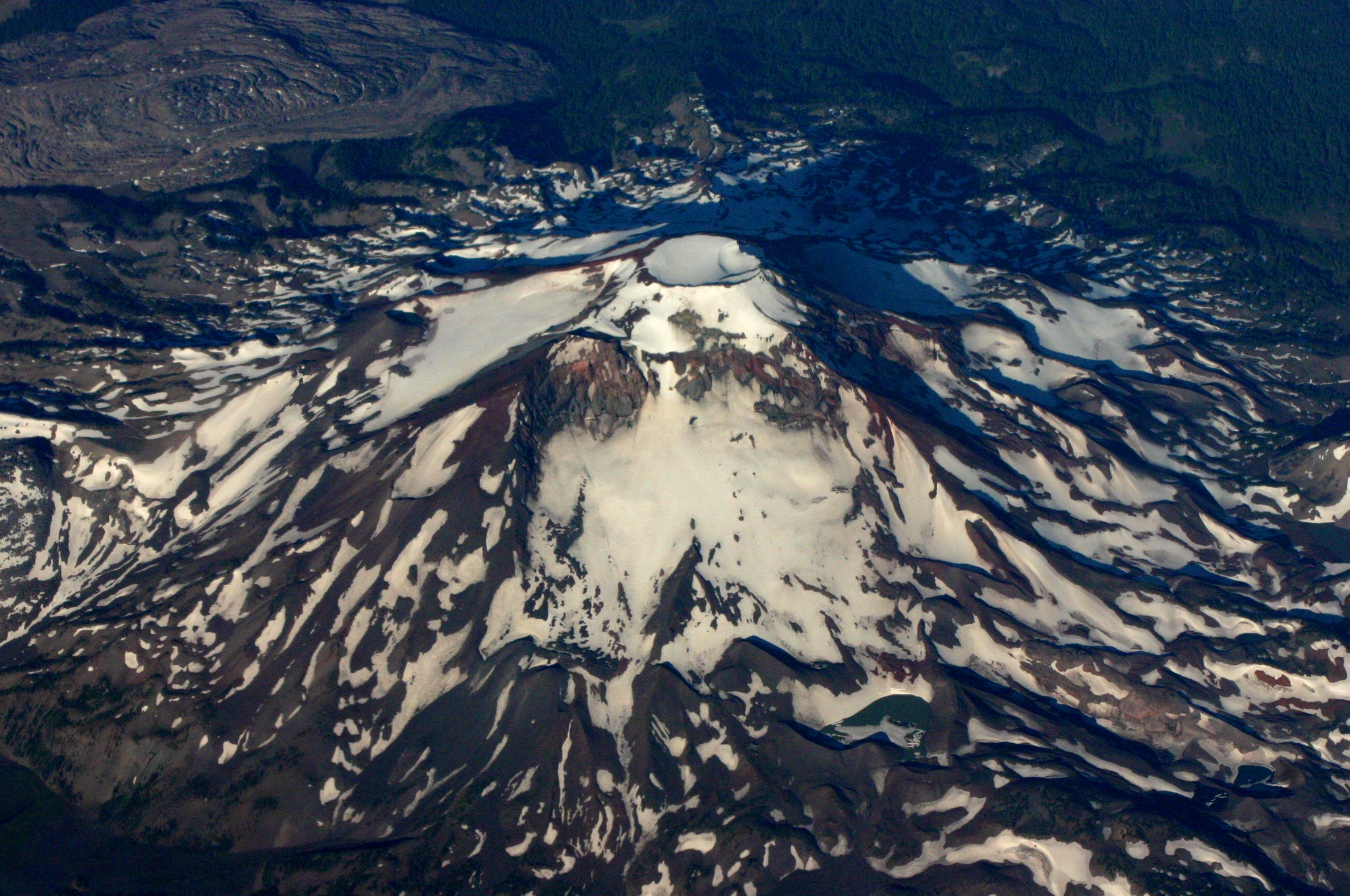
South Sister

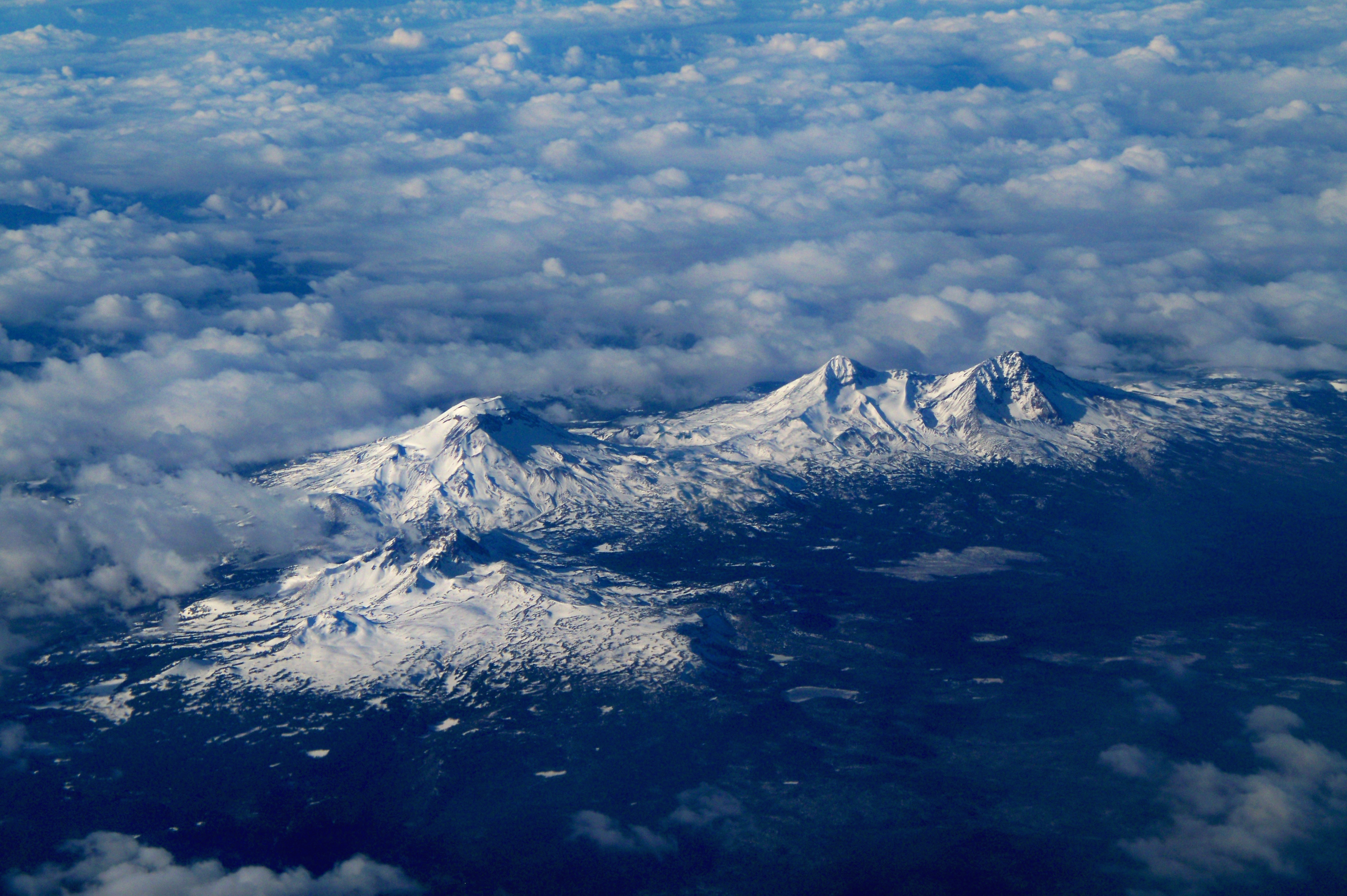
Flygbild över Three Sisters.